# Sociedad filipina de ateos y agnósticos

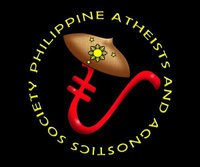
Logotipo de la Asociación

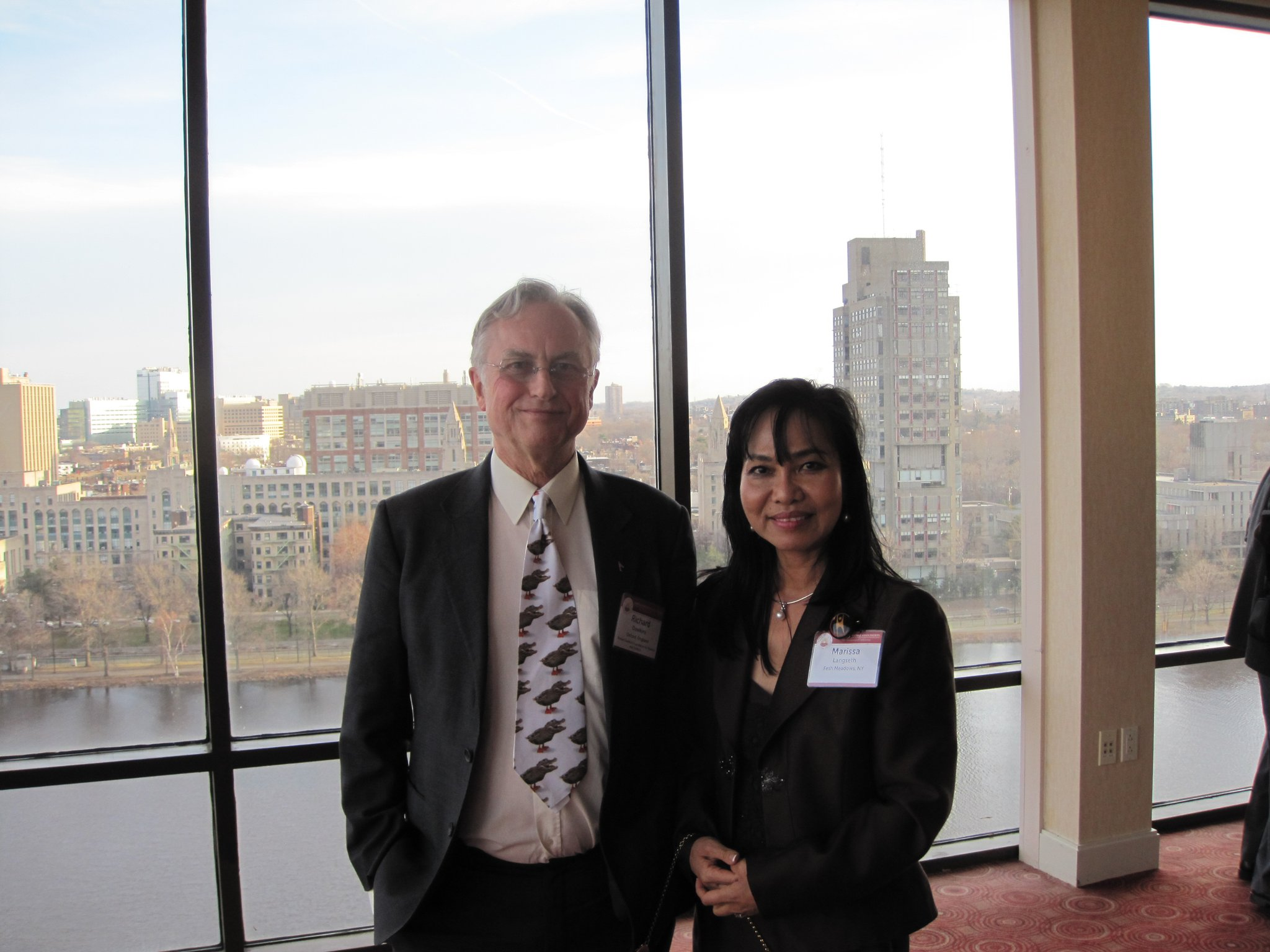
Marissa Langseth, directora de PATAS con Richard Dawkins, durante la Conferencia de la American Humanist Association en abril de 2011

La Philippine Atheists and Agnostics Society (P.A.T.A.S., Sociedad Filipina de Ateos y Agnósticos) es una organización social para el desarrollo público del ateísmo y el agnosticismo en Filipinas.
Su finalidad es educar a la sociedad así como eliminar mitos comunes y malentendidos sobre ateísmo y agnosticismo. La organización anima a personas ateas y agnósticas a salir a la luz pública y hablar sobre su falta de creencia religiosa. También da voz a la discriminación hacia las personas no religiosa, abogando por la igualdad de oportunidades para los ciudadanos de Filipinas y el intercambio de información entre personas ateas y agnósticas.

## Actividades

### Campaña "Sal del armario"
Una de las actividades de la sociedad es la campaña mensual "Out Campaign", donde preparan presentaciones de vídeo y audio y se informa a la población sobre ateísmo y agnosticismo en los principales parques y lugares céntricos de localidades filipinas.

### Conoce tu religión
PATAS también organiza "Know Your Religion", eventos que conllevan visitas a instituciones religiosas en el país. Entre sus objetivos está llevar a comprender mejor la cultura de la fe religiosa entre los miembros para comprobar de primera mano las críticas y opiniones que se promueven, así como poner el foco en debates con devotos religiosos.

### Bien sin religión
Los miembros pioneros, y ya desde antes de la fundación, organizaban programas conocidos como "Good Without Religion", de ayuda a comunidades marginadas, con programas educativos y ayuda alimentaria.

## Humanismo laico
Como afiliada y socia de varios grupos humanistas, la sociedad acepta los principios de la International Humanist and Ethical Union:
"Humanism is a democratic and ethical life stance, which affirms that human beings have the right and responsibility to give meaning and shape to their own lives. It stands for the building of a more humane society through an ethic based on human and other natural values in the spirit of reason and free inquiry through human capabilities. It is not theistic, and it does not accept supernatural views of reality."
La organización también apoyó la Declaración de Ámsterdam de 2002, con lo que promueve el humanismo secular como alternativa a las éticas basadas en las religiones.
Marissa Torres-Langseth, directora de la "Philippine Atheists and Agnostics Society", representa a la organización en varias asociaciones humanistas para establecer relaciones y reconocimiento internacional.